# クレール・クロワザ
クレール・クロワザ（Claire Croiza, 1882年2月14日 - 1946年5月25日）は、フランスのメゾソプラノ歌手。声楽教師としても影響力があった。

## 略歴
アイルランド系アメリカ人を父親に、イタリア人を母親にパリに生まれ、本来の姓はコネリー（アイルランド語: Conelly）もしくはオコノリー（アイルランド語: O'Connolly）であった。少女時代からピアノの演奏力と歌唱力に恵まれ、最初は声楽の個人指導を受けていたが、その後はさらなる訓練を求めてポーランド人テノール歌手のジャン・ド・レシュケ（もしくはレスケとも）に師事した。
1905年にナンシーで、イギリスの作曲家、イシドール・ド・ララの歌劇《メサリーヌ》に出演してオペラ界にデビューした。1906年にブリュッセルのモネ劇場にて初舞台を踏み、サン＝サーンスの《サムソンとデリラ》のタイトルロール（デリラ役）を演じたのをきっかけに同劇場と長きにわたる関係を結ぶこととなり、以後ベルリオーズの《トロイアの人々》のディドー役、リヒャルト・シュトラウスの《エレクトラ》のクリュテムネストラ役、ビゼーの《カルメン》のタイトルロール、マスネの《ウェルテル》のシャルロット役、フォーレの《ペネロープ》のタイトルロールなどで出演した。1908年にパリ・オペラ座にデビューした際には、再び《サムソンとデリラ》のデリラ役を演じた。
最初にオペラ歌手として名声を確立したにもかかわらず、次第に歌曲を専門とするリサイタルに活動の場を広げるようになる。度々ロンドンを訪れては非常に歓迎されており、多くの国々で演奏旅行を行なった。クロワザはフランス語に対して優れた感覚の持ち主で、いつでも音楽の流れを犠牲にすることなく、はっきりと自然に発音することができた。ラヴェル、ルーセル、オネゲル、プーランクのように、自作の演奏会でクロワザの伴奏を進んで買って出た作曲家もいた。
1922年からは教師としても活動し、パリのエコールノルマル音楽院を開講した。1934年からはパリ音楽院で指導に当たっている。門下にジャニーヌ・ミショーやジャック・ジャンセン、カミーユ・モラーヌ、ジェラール・スゼー、古澤淑子らがいる。その後1946年にパリにて他界。享年63。
クロワザはおよそ40曲の録音を遺しており、ほとんどがフランス語の歌曲や、オペラからの抜粋である。1926年には、オネゲルの私生児であるジャン＝クロード（2003年没）を出産したが、オネゲルとは結婚しなかった。

## 評価
クロワザの評価については、1932年のウィグモア・ホールにおけるコンサートを報じた『タイムズ』紙の記事が、簡潔にまとめている。曰く、
「クロワザ夫人は近代フランス歌曲の最高の歌手である。歌曲に繊細な感受性を注ぎ込み、詩に封じ込められた意味を解き明かすのである。」
このような見解は、やはり『タイムズ』紙上の死者略歴によって裏付けられる。即ち、
「内面的な詩的情緒や、控え目だが奥深い、感動的な劇的感覚と結びついている。このような感覚は、比類ないほど広い教養に関連しており、そのお蔭でドビュッシーからプーランクに至る現代フランスの主要な作曲家や、ヴァレリーやクローデルのような詩人と親交を結び、その選ばれた理解者となることができたのである。」